# Ponte Hintze Ribeiro
Die Ponte Hintze Ribeiro (auch Ponte de Entre-os-Rios) war eine 115 Jahre alte Fachwerkbrücke in Portugal. Am 4. März 2001 stürzte sie nach starkem Hochwasser ein und riss wahrscheinlich 59 Menschen in den Tod.

## Allgemeines
Die Brücke wurde 1886 bei Entre-Os-Rios gebaut und verband die Orte Penafiel und Castelo de Paiva über den Douro miteinander. Sie wurde nach dem portugiesischen Premierminister Ernesto Rodolfo Hintze Ribeiro benannt. Die Pfeiler bestanden aus Stein und hatten einen metallenen Überbau. Sie war nur einspurig befahrbar.

## Einsturz
Am Sonntagabend des 4. März 2001, gegen 21:15 Uhr, wurde der vierte der sechs Pfeiler weggeschwemmt, worauf der Überbau mit einem Reisebus und drei Autos 50 m in die Tiefe des Douro stürzte. Der damalige Bürgermeister von Castelo de Paiva Paulo Teixeira erhob schwere Vorwürfe, da nach seiner Ansicht die Brücke nicht mehr für die damaligen Verkehrsbelastungen von 1800 Fahrzeugen pro Tag und schweren LKW ausgelegt war. Die starke Strömung (verursacht durch das Hochwasser) erschwerte erheblich die Suche nach den Verunglückten und den Wracks. Einige der Toten wurden Tage später an den Westküsten von Spanien und Frankreich wieder angespült. Am Kap Finisterre, wurden in den folgenden Tagen Leichen, Gepäckstücke und Bussitze angeschwemmt.
Die genaue Anzahl der Verunglückten konnte aufgrund der unbekannten Anzahl der Reisenden im Bus lange Zeit nicht ermittelt werden, offiziell ging man später von 59 Toten aus, 36 Leichen gelten bis heute als vermisst.
Noch in der Nacht traten der zuständige Innenminister Jorge Coelho und fünf weitere Staatssekretäre zurück, wobei die damalige Regierung um Premierminister António Guterres die Verantwortung für das Unglück übernahm und eine Staatstrauer von zwei Tagen verhängte. Das Unglück versetzte damals das ganze Land in Schockzustand und tiefe Trauer und führte zu einer öffentlichen Diskussion über Sicherheit und Prüfungen öffentlicher Brücken in Portugal.
Anwohner hatten die Brücke im Januar blockiert und einen Neubau gefordert. Ausgerechnet am Tag des Unglücks sollten zwei der Blockierer vor Gericht gestellt werden.
Wie in einem der späteren Gerichtsverfahren im Jahre 2006 von der LNEC (Laboratório Nacional de Engenharia Civil dt. Nationale Forschungsanstalt für Bauingenieurswesen) ausgesagt wurde, galt die Brücke seit 1982 als „jederzeit einsturzgefährdet“.